# Superficie di energia potenziale

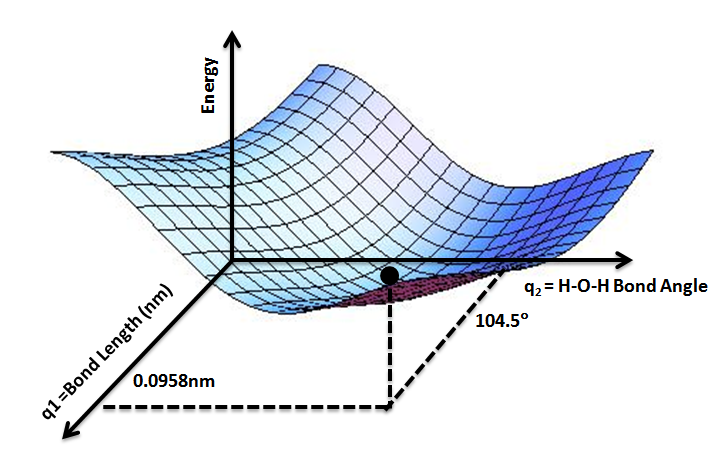
Superficie di energia potenziale per la molecola dell'acqua: il minimo di energia individua la lunghezza ideale del legame O-H (0,0958 nm) e l'angolo del legame H-O-H (104,5°).

Una superficie di energia potenziale è generalmente utilizzata nell'ambito dell'approssimazione adiabatica (o di Born-Oppenheimer), in meccanica quantistica e meccanica statistica, per creare modelli per le reazioni chimiche e le interazioni in semplici sistemi chimici e fisici. Il termine "(iper)superficie" deriva dal fatto che l'energia totale di un sistema atomico può essere rappresentata come una curva o una superficie (multidimensionale), con le posizioni atomiche che rappresentano le variabili. La migliore visualizzazione più pratica sarebbe quella di pensare a un paesaggio, dove gli spostamenti nord-sud ed est-ovest sono due variabili indipendenti (l'equivalente di due parametri geometrici della molecola), e l'altezza del terreno in un dato punto sarebbe l'energia associata a un dato valore di tali variabili.
Oltre il suo significato in chimica e fisica, le superfici di energia potenziale possono essere associate a una funzione di costo per minimizzare la funzione stessa.

## Applicazione
Esiste una corrispondenza naturale tra le superfici di energia potenziale in quanto tali (superfici polinomiali) e la loro applicazione in teoria del potenziale, che associa e studia le funzioni armoniche in relazione a queste superfici.
Per esempio, il potenziale di Morse e il potenziale dell'oscillatore armonico sono comuni superfici di energia potenziale unidimensionali (curve di energia potenziale) utilizzate in chimica e fisica quantistica.
Queste semplici superfici di energia potenziale (che possono essere ottenute analiticamente), tuttavia, forniscono una descrizione adeguata solamente per sistemi chimici molto semplici. Per creare un modello di una reale reazione chimica, deve essere creata una superficie di energia potenziale che tenga conto di ogni possibile orientazione delle molecole di reagente e prodotto e l'energia elettronica di ognuna di queste orientazioni.
Tipicamente, l'energia elettronica è ottenuta per ciascuna delle decine di migliaia di possibili orientazioni, e questi valori di energia sono quindi adattati numericamente a una funzione multidimensionale. L'accuratezza di questi punti dipende dalla teoria utilizzata per i calcoli. Per superfici particolarmente semplici (come per la reazione H + H2), le superfici di potenziale ottenute tramite London-Eyring-Polanyi-Sato possono essere sufficienti. Altri metodi includono funzioni spline cubiche, l'interpolazione di Shepard, e altri tipi di funzioni multidimensionali di adattamento.
Una volta ottenuta la superficie di energia potenziale, è possibile determinare diversi punti interessanti. Tra i più importanti è il minimo globale per il valore di energia. Questo minimo globale, che può essere trovato numericamente, corrisponde alla configurazione nucleare più stabile. Altre interessanti caratteristiche sono la coordinata di reazione (il "cammino" lungo la superficie di energia potenziale in cui gli atomi si spostano durante la reazione chimica), punti di sella o massimi locali lungo questa coordinata (che corrispondono agli stati di transizione), e minimi locali lungo questa coordinata (che corrispondono agli intermedi di reazione).

## Paesaggio di energia potenziale
A causa della complessità che possono raggiungere le superfici di energia potenziale di sistemi complessi, alcuni, come Ahmed Zewail, vincitore del Premio Nobel per la chimica nel 1999, preferiscono per tali casi la denominazione di paesaggio di energia potenziale e trascurare il concetto di dimensione delle ipersuperfici.